# Navia phelpsiae
Espèce
Classification phylogénétique
Synonymes
- Navia grafii Steyerm. & B.Holst, 1986

Navia phelpsiae est une espèce de plante de la famille des Bromeliaceae, endémique du Venezuela.

## Synonymes
- Navia grafii Steyerm. & B.Holst, 1986[1] ;

## Distribution
L'espèce est endémique de l'État d'Amazonas au Venezuela.